# Netstat
netstat(network statistics)는 전송 제어 프로토콜, 라우팅 테이블, 수많은 네트워크 인터페이스(네트워크 인터페이스 컨트롤러 또는 소프트웨어 정의 네트워크 인터페이스), 네트워크 프로토콜 통계를 위한 네트워크 연결을 보여주는 명령 줄 도구이다. OS X, 리눅스, 솔라리스, BSD를 포함한 유닉스 계열 운영 체제와 윈도우 XP, 윈도우 비스타, 윈도우 7, 윈도우 8, 윈도우 10을 포함한 윈도우 NT 기반 운영 체제에서 이용이 가능하다.
네트워크의 문제를 찾아내고 성능 측정으로서 네트워크 상의 트래픽의 양을 결정하기 위해 사용된다.
리눅스에서 net-tools의 일부인 netstat은 시대에 뒤쳐진 것으로 간주되며, iproute2의 일부인 ss를 대신 사용하는 것이 권장된다.

## 예
TCP나 UDP 프로토콜에 대한 통계만 확인하려면 다음의 명령 중 하나를 입력한다:
netstat -sp tcp
netstat -sp udp
마이크로소프트 윈도우:
활성화된 TCP 연결과 프로세스 ID를 5초마다 확인려면 다음의 명령을 입력한다. (XP, 2003 전용. 윈도우 2000의 경우 핫픽스 사용 시 이용 가능):
netstat -o 5
숫자 형태로 활성화된 TCP 연결과 프로세스 ID를 확인하려면 다음의 명령을 입력한다. (XP, 2003 전용. 윈도우 2000의 경우 핫픽스 사용 시 이용 가능):
netstat -no
id pid와 함께 프로세스가 열고 있는 모든 포트를 확인하려면:
netstat -aop | grep "pid"
열려 있는 TCP 및 UDP 연결을 숫자로 확인하고 어느 프로그램이 리눅스에서 이들을 이용하는지 계속 확인하려면:
sudo netstat -nutpacw

## 같이 보기
- Lsof